# زقزاقاوات
زقزاقاوات (الاسم العلمي: Charadriinae) هي أسرة الطيور تتبع فصيلة الزقزاقية من رتبة الزقزاقيات.

## أجناس
- زقزاق